# گیره تناسلی

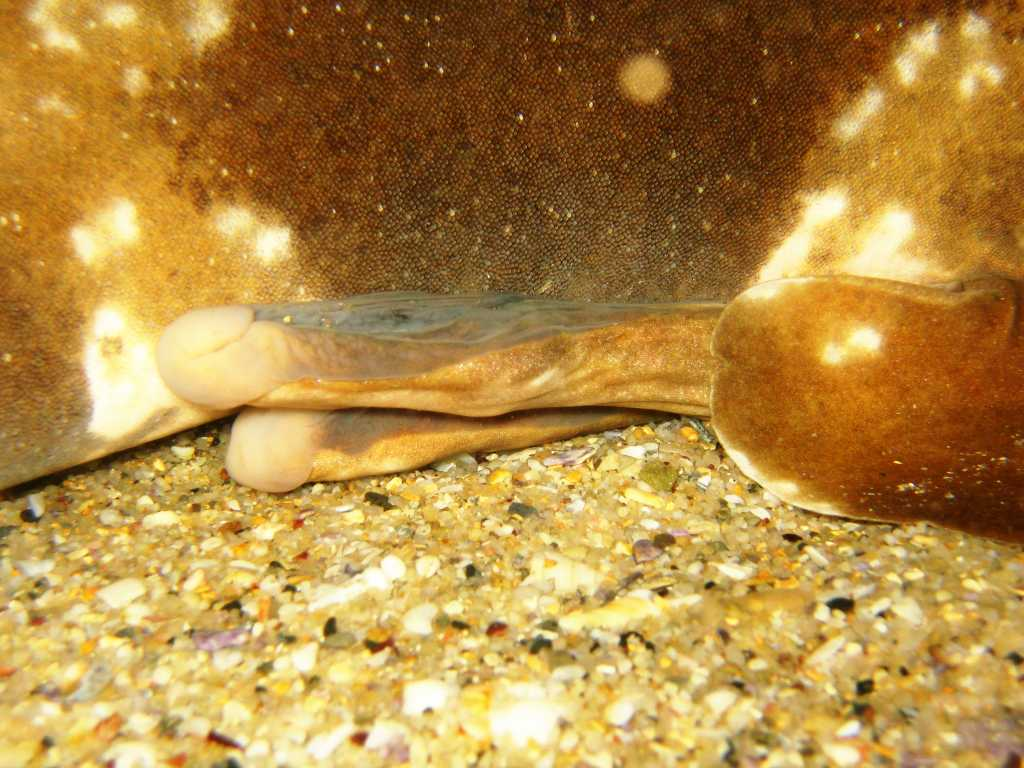
گیره‌های تناسلی یک کوسه ریشوی خالدار (Orectolobus maculatus)

در زیست‌شناسی، گیره تناسلی یا گیره نرینه (به انگلیسی: Clasper) یک ساختار تشریحی نر است که در برخی از گروه‌های جانوری یافت می‌شود و برای جفت‌گیری استفاده می‌شود.

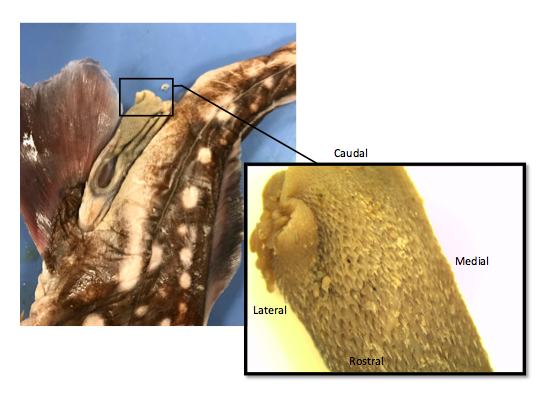
نمای نزدیک از یک گیره موش‌ماهی (Hydrolagus collie). به تعداد زیادی برآمدگی دندان‌مانند که سطح بیرونی را می‌پوشانند توجه کنید.

در حشره‌شناسی، ساختاری در حشرات نر است که برای نگه داشتن ماده در هنگام جفت‌گیری استفاده می‌شود (برای اطلاعات بیشتر Lepidoptera genitalia را ببینید).